# Booneacris glacialis
Booneacris glacialis är en insektsart som först beskrevs av Scudder, S.H. 1862.  Booneacris glacialis ingår i släktet Booneacris och familjen gräshoppor.

## Underarter
Arten delas in i följande underarter:
- B. g. glacialis
- B. g. amplicerca
- B. g. canadensis